# Carioca Rugby F.C.
O Carioca Rugby F.C. é um clube de Rugby localizado na cidade do Rio de Janeiro, RJ, Brasil, associado à Confederação Brasileira de Rugby e à Federação Fluminense de Rugby. Atualmente o clube conta com categorias adulta e juvenil, masculinas e femininas, participando de competições de Rugby XV, Rugby Sevens e Beach Rugby.

## História
O Carioca Rugby F.C. nasceu da vontade de treinar de três amigos que começaram á prática do Rugby football nas praias da Zona Sul do Rio, em Fevereiro de 2012. Porém, as atividades foram ganhando corpo quando integrantes da extinta equipe do Glória Rugby e um grupo de amigos de Vista Alegre se juntaram a eles. No final do mesmo ano, no dia 14 de Dezembro, o clube foi fundado legalmente, através de Assembléia, onde foi votado o Estatuto e eleita a sua primeira diretoria, podendo assim filiar-se a FFRU e a CBRu para participar das competições oficiais. 
Atualmente, o clube disputa a Série A do Campeonato Fluminense de Rugby.

## Funcionamento
Os treinos dos times masculino e feminino acontecem todas as quartas-feiras das 20 às 22h na Praia de Botafogo (próximo ao Mourisco, em frente ao Botafogo Praia Shopping) e eventualmente aos sábados no Campo de Atletismo da Escola de Educação Física da Universidade Federal do Rio de Janeiro na Ilha do Fundão.

## Significado do Escudo
O escudo do Carioca Rugby F.C. é composto por símbolos importantes da identidade do clube:
- A Cruz de Santo André, símbolo da bandeira da cidade do Rio de Janeiro;
- A bola de Rugby, símbolo do esporte;
- Os Arcos da Lapa, fazendo referência ao bairro boêmio carioca onde foram os primeiros terceiros tempos do time;
- A Chave de Braço, representando a força e união de diferentes culturas e etnias no rugby;
- O Jaguar, o mascote da equipe.

## Elencos Atuais
| Elenco Masculino 2019 |
| --- |
| - Diego Ximenes - André Scofano - Daniel Bruno - Ramon Diego - Aliki Ulaula - Pato Panichelli - Charles Macleod - Leonard Aguiar - Marcelo Monteiro - Gustavo Franco - Renan Silva - Vinicius Pereira - Rodrigo Cid - Ana Cláudia Gonçalves - Thiago Monte - Elliot Wilson - Pato Margulies - Leo Perez - David Chatterton - Luan Barreiros - Thiago Elias - Werther de Moraes - Daniel Garcia - Jake Troelsta - Paulo Victor - Miguel Trindade - Felipe das Neves |
| Coach: Elliot Wilson |
| (c) Indica capitão do time |

## Conquistas
- Vice-campeão do Campeonato Fluminense de Rugby Série B(2014)[1]
- Vice-campeão do Campeonato Fluminense de Rugby Série C(2013)
- Campeão do torneio Sport-Fest Queimados (2012)
- 3° Lugar na primeira Copa Pardal - UFF de Rugby (2012)